# Jorge Meré
Jorge Meré Pérez (Oviedo, 17 april 1997) is een Spaans voetballer die doorgaans als centrale verdediger speelt. Hij tekende in juli 2017 bij 1. FC Köln, dat hem overnam van Sporting Gijón.

## Clubcarrière
Meré verruilde de jeugd van Real Oviedo in 2010 voor die van Sporting Gijón. Daarvoor debuteerde hij op 11 april 2015 in de Segunda División, tegen Real Zaragoza. Hij speelde de volledige wedstrijd, die in 1–1 eindigde. Hij promoveerde in 2015 met de club naar de Primera División.

## Clubstatistieken
| Seizoen     | Club           | Competitie       | Competitie | Competitie | Beker | Beker | Internationaal | Internationaal | Totaal | Totaal |
| Seizoen     | Club           | Competitie       | Wed.       | Dlp.       | Wed.  | Dlp.  | Wed.           | Dlp.           | Wed.   | Dlp.   |
| ----------- | -------------- | ---------------- | ---------- | ---------- | ----- | ----- | -------------- | -------------- | ------ | ------ |
| 2014/15     | Sporting Gijón | Segunda División | 5          | 0          | 0     | 0     | —              | —              | 5      | 0      |
| 2015/16     | Sporting Gijón | Primera División | 25         | 0          | 1     | 0     | —              | —              | 26     | 0      |
| 2016/17     | Sporting Gijón | Primera División | 31         | 0          | 1     | 0     | —              | —              | 32     | 0      |
| Club totaal | Club totaal    | Club totaal      | 61         | 0          | 2     | 0     | 0              | 0              | 63     | 0      |
| 2017/18     | 1. FC Köln     | Bundesliga       | 22         | 1          | 1     | 0     | 3              | 0              | 26     | 1      |
| 2018/19     | 1. FC Köln     | 2. Bundesliga    | 26         | 0          | 2     | 0     | —              | —              | 28     | 0      |
| Club totaal | Club totaal    | Club totaal      | 48         | 1          | 3     | 0     | 3              | 0              | 54     | 1      |

Bijgewerkt t/m 18 juli 2019

## Interlandcarrière
Meré kwam uit voor Spanje –17, Spanje –18, Spanje – 19 en Spanje –21. Hij won met Spanje – 19 het EK –19 van 2015 en met Spanje –21 het EK –21 van 2019. Met Spanje –21 behaalde hij eerder al de finale van het EK –21 van 2017.

## Erelijst
| Competitie            | Aantal      | Jaren       |             |             |
| Spanje – 19           | Spanje – 19 | Spanje – 19 | Spanje – 19 | Spanje – 19 |
| --------------------- | ----------- | ----------- | ----------- | ----------- |
| Europees kampioen –19 | 1x          | 2015        |             |             |
| Spanje – 21           |             |             |             |             |
| Europees kampioen –21 | 1x          | 2019        |             |             |